# Марини, Руй Мауру
Руй Мауру Марини (порт. Ruy Mauro Marini, Барбасена, 1932 — Рио-де-Жанейро, 1997) — бразильский экономист, социолог и политолог, исследователь зависимого развития.

## Биографические вехи
1950 год — приехал в Рио-де-Жанейро с целью поступить в медицинскую школу.
1953 год — начинает изучать право в Национальной юридической школе UERJ, но учебу не заканчивает. Продолжает учебу в Бразильской школе общественного и делового администрирования: активно участвует в студенческом движении через молодёжную организацию Социалистической партии, редактирует студенческую газету.
1962 год — по приглашению Дарси Рибейру начинает свою академическую карьеру в городе Бразилиа во вновь созданном Университете Бразилиа (в должности профессора университета): здесь он организовал изучение основного труда Карла Маркса «Капитал», который послужил основой для разработки теории зависимого развития; тесно сотрудничал с Теотониу дус Сантусом, Ваней Бамбиррой и другими марксистами-исследователями этой теории (наряду с этими исследователями он состоял в леворадикальной антисталинистской организации «Рабочая политика»). Кроме Маркса, на создания этой теории Мауро Марини также повлияли концепции империализма Ленина и Розы Люксембург, а также идеи неравного и комбинированного развития Троцкого.
В 1972 году опубликовал программную работу для всей теории зависимого развития «Диалектика зависимости». Работа продемонстрировала, что на периферии многие построения К.Маркса не работают в привычных, классических формах.
1964 год — после военного переворота подвергался арестам и пыткам, сослан в Мехико.
1971—1973 гг. — работал профессором в Чилийском университете, состоял в Левом революционном движении; однако и тут его настигает переворот.
1974 год — возвращается в Мексику и преподает в Национальном автономном университете Мексики (УНАМ), являющимся в настоящее время основным местом изучения его работ и ссылок на них).
В 1980 году возвращается в Бразилию на преподавательскую работу, но окончательно возвращение определилось только в 1985 году.
Умер в 1997 году.

## Концепция «сверхэксплуатации»
Первоначальный вариант теории Р. Пребиша возник еще до краха линейно-стадиальных концепций модернизации. Другие концепции зависимости возникли во время кризиса последних — в 60-е годы….<….>….В процессе последующего развития этого направления один из депендетистов — бразилец Руй Мауро Марини создал концепцию «суперэксплуатации» трудящихся масс периферии в результате зависимости этих стран от центров.